# QF 4.5吋艦砲
QF 4.5吋艦砲（QF 4.5-inch Mk I – V naval gun），是英国皇家海军从1938年起长期使用的主力中型海军艦炮，可用于打击水面和空中目标。这一系列包含早期的45倍径炮，直到1970年代的火炮。之后又发展出了MK8 4.5英寸海军炮（55倍径）。QF Mk I型的准确口径其实是4.45英寸（113mm）。